# Pegasti badelj
Pegasti badelj (znanstveno ime Silybum marianum) je rastlina iz družine nebinovk. Ima vijoličaste cvetove in bledozelene liste z belimi žilami. Prvotno je rastla v južni Evropi ter Aziji, vendar jo danes najdemo po vsem svetu.
Pegasti badelj je zdravilna rastlina; za pripravo zdravilnih pripravkov se uporabljajo plodovi pegastega badlja. V plodu se nahajajo različni flavonoidi, ki jih s skupnim imenom imenujemo silimarin. Med njimi so za zdravilne učinke najpomembnejši silibilin, silikristin in silidianin. Te spojine delujejo ugodno na delovanje jeter, zato se izvlečki iz plodu pegastega badlja uporabljajo pri preprečevanju in lajšanju jetrnih obolenj (npr. hepatitis, ciroza jeter, zastrupitve).